# Aplidium mernooensis
Aplidium mernooensis är en sjöpungsart som först beskrevs av Brewin 1956.  Aplidium mernooensis ingår i släktet Aplidium och familjen klumpsjöpungar. Inga underarter finns listade i Catalogue of Life.